# Strophitus
Strophitus is een geslacht van tweekleppigen uit de familie van de Unionidae.

## Soort
- Strophitus undulatus (Say, 1817)